# Greatest Hits (Red Hot Chili Peppers-album)
A Greatest Hits a Red Hot Chili Peppers rockzenekar legnagyobb, legismertebb zeneszámainak gyűjteménye. Az album 2003. november 18-án jelent meg a Warner Bros. Records kiadásában. Az egész album 66 perces 46 másodperces.

## Zenészek
- Anthony Kiedis – ének
- John Frusciante – gitár, billentyűk, ének
- Flea – basszusgitár
- Chad Smith – dob, ütőhangszer

## Zeneszámok
1. Under the Bridge
2. Give It Away
3. Californication
4. Scar Tissue
5. Soul to Squeeze
6. Otherside
7. Suck My Kiss
8. By the Way
9. Parallel Universe
10. Breaking the Girl
11. My Friends
12. Higher Ground
13. Universally Speaking
14. Road Trippin'
15. Fortune Faded
16. Save the Population